# Thynedale
Thynedale – jednostka osadnicza w Stanach Zjednoczonych, w stanie Wirginia, w hrabstwie Mecklenburg.